# Acanthoponera goeldii
Acanthoponera goeldii é uma espécie de inseto do gênero Acanthoponera, pertencente à família Formicidae.